# فرهنگ در کره شمالی
فرهنگ مدرن و معاصر کره شمالی مجموعه‌ای از آموزه‌ها، باورها، آداب و رسوم این کشور است که ریشه در فرهنگ سنتی کره‌ای دارد. اگرچه بسیاری از عناصر فرهنگی میان کره شمالی و کره جنوبی مشترک‌اند، اما از زمان تأسیس جمهوری دموکراتیک خلق کره در سال ۱۹۴۸، مسیر فرهنگی این کشور به‌طور قابل توجهی متفاوت شده‌است.
یکی از ویژگی‌های شاخص فرهنگ معاصر کره شمالی، تأکید بر ایدئولوژی رسمی کشور یعنی جوچه (اتکای به نفس) است. این ایدئولوژی نقش بنیادینی در شکل‌دهی به هویت فرهنگی، هنری و اجتماعی ایفا کرده‌است. جوچه بر استقلال ملی، خلاقیت بوم، نقش حیاتی طبقه کارگر و جمع‌گرایی اجتماعی تأکید دارد.
در بسیاری از مظاهر فرهنگی همچون ادبیات، موسیقی، سینما و هنرهای نمایشی، مضمون‌هایی همچون وفاداری به رهبر، خودکفایی اقتصادی و همبستگی ملی برجسته‌اند. هنر و فرهنگ در این کشور عمدتاً تحت نظارت دولت بوده و در راستای اهداف ایدئولوژیک هدایت می‌شود.

## منابع

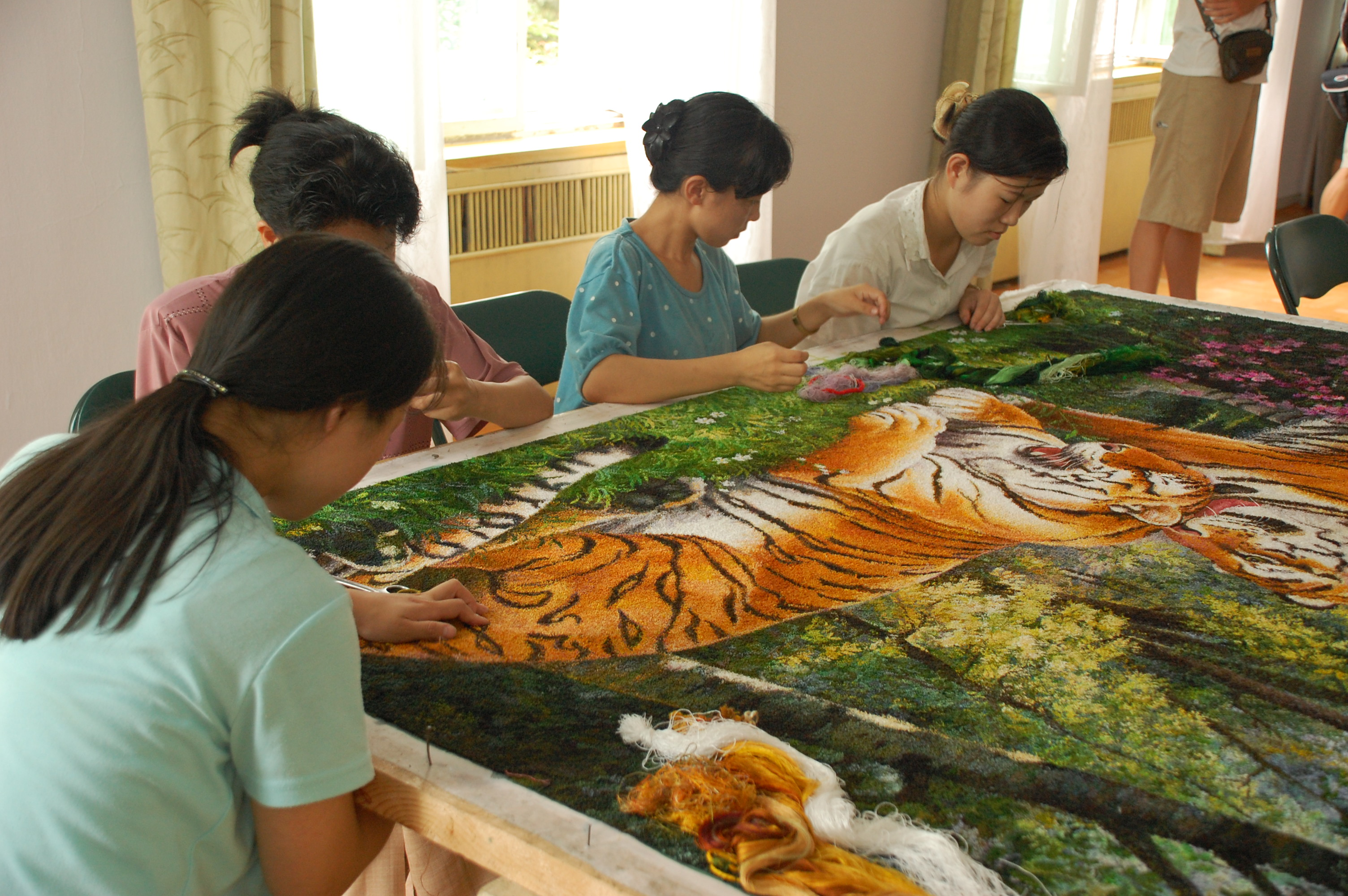
در مؤسسه گلدوزی پیونگ یانگ

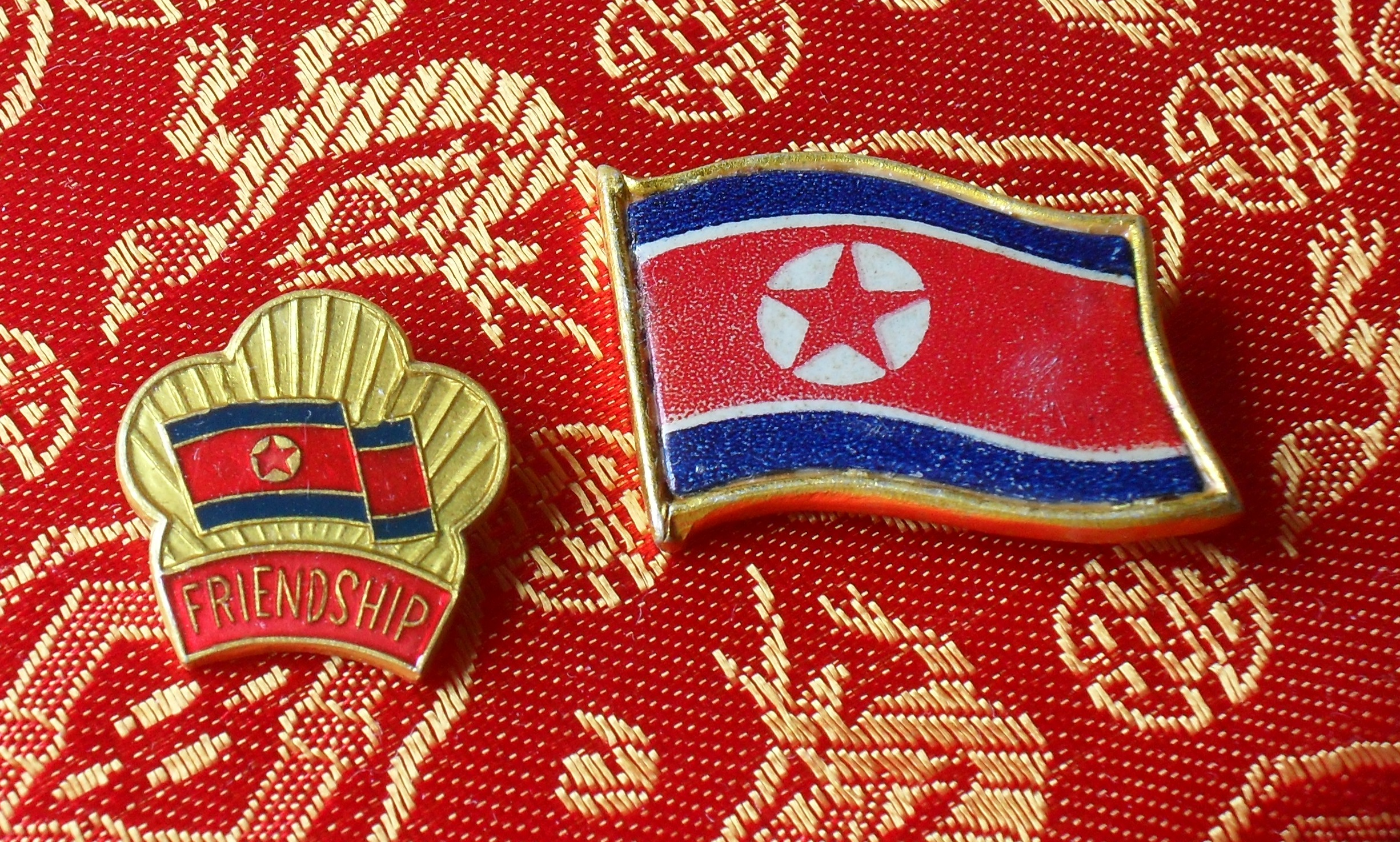
سنجاق‌های یقه‌ای از کره شمالی

## هدایت و کنترل
در کره شمالی، ایالت و حزب کارگران کره (KWP) تولید ادبیات و هنر را کنترل می‌کنند. در اوایل دههٔ ۱۹۹۰، هیچ نشانی از جنبشهای ادبی یا فرهنگی ضد رژیم زیرزمینی، مانند سامیزدات در اتحاد جماهیر شوروی یا جنبش‌های موجود در جمهوری خلق چین وجود نداشت. این حزب از طریق بخش تبلیغات و تحریک خود و بخش فرهنگ و هنر کمیته مرکزی حزب، بر فرهنگ کنترل دارد. فدراسیون عمومی اتحادیه‌های ادبیات و هنر این حزب، نهاد اصلی همهٔ سازمان‌های ادبی و هنری، همچنین فعالیت‌های فرهنگی را هدایت می‌کند. به دلیل کنترل گستردهٔ رسانه‌ها، برخی از تحلیلگران کره شمالی را سانسورگر توصیف کرده‌اند. این رسانه‌های فعال در حوزه‌های نقاشی، آهنگ، فیلم و بازی‌های جمعی، نه تنها داستان کیم ایل سونگ را به عنوان پدر ملت بازگو می‌کنند، بلکه راهنمایی‌هایی را نیز در مورد نحوهٔ رفتار به عنوان «شهروند نمونه» ارائه می‌دهند.

## بیان فرهنگی
مضمون اصلی بیان فرهنگی در کره شمالی، ارث بردن بهترین‌ها از گذشته و دور انداختن عناصر استبدادی است. سبک‌ها و مضامین محبوب و گونه بومی در ادبیات، هنر، موسیقی و رقص به عنوان بیانگر روح منحصر به فرد ملت کره است. مردم نگاران انرژی زیادی را برای بازیابی و بازآفرینی فرم‌های فرهنگی اختصاص می‌دهند که دارای روح مناسب پرولتری یا مردمی هستند و رشد آگاهی جمعی را تشویق می‌کنند. بیان‌های موزیکال، موزون و خوش‌بینانه، مورد تأکید هستند. رقص‌های محلی و آواز و سرود های گروهی که به‌طور سنتی در بعضی مناطق شبه‌جزیره کره انجام می‌شود، در اوایل دههٔ ۱۹۹۰ در سراسر کرهٔ شمالی در بین دانشجویان مدارس و دانشگاه‌ها ترویج می‌شد. گروه‌های موسیقی کشاورزان نیز احیا شدند.

## ادبیات، موسیقی و فیلم
مضامین سیاسی بر ادبیات غالب است. یک سری رمانهای تاریخی - (تاریخ جاودانه) - قهرمانی و تراژدی دوران پیش از آزادسازی را به تصویر می‌کشد. جنگ کره موضوع نبردهای کره و جزیره سوزان است. از اواخر دهه ۱۹۷۰، پنج "نمایشنامه انقلابی بزرگ" به عنوان نمونه‌های اولیه ادبیات حزب ترویج داده شده‌اند: "زیارتگاه یک خدای محترم" اجرای تئاتری "دختر گل"، "سه مرد"، "یک میهمانی"، "نامه ای از یک دختر" و "هیولبون". (کینه در نشست جهانی). همچنین جمعیت کره شمالی به ادبیات سراسر جهان از جمله مجموعه هری پاتر دسترسی دارند. اپرای انقلابی کره، مشتق شده از اپراهای سنتی کره، معروف به چانگگوک، اغلب از آهنگ‌های محلی کره استفاده می‌کند. افسانه‌های قدیمی نیز تبدیل شده‌اند و شامل مضامین انقلابی هستند. به عنوان بخشی از سیاست حزب برای حفظ بهترین‌ها از گذشته کره، علاوه بر این، آثار بومی پیش از نوین مانند (برخورد چهار نفر) و (برخورد در دو رودخانه) تجدید چاپ شده است.
آهنگ‌های موسیقی شامل " آواز ژنرال کیم ایل سونگ "، "زندگی طولانی و سلامتی برای رهبر" و "ما از عشق خیرخواهانه او می‌خوانیم" - سرودهایی که رهبر کشور را ستایش می‌کنند. به گفته یک نویسنده کره شمالی ، ] "نوازندگان ما سیاست حزب از آهنگسازی موسیقی ارکستر بر اساس آهنگ معروف و آهنگ‌های مردمی محبوب در میان مردم ما و تولید قطعات ابزاری متعددی از یک نوع جدید را دنبال کرده‌اند." این موسیقی شامل یک سمفونی با مضمون دریای خون است که به یک اپرای انقلابی نیز تبدیل شده است.
در فوریه ۲۰۰۸، ارکستر فیلارمونیک نیویورک نخستین ارکستر ایالات متحده شد که در کره شمالی اجرا کرد. البته برای یک «مخاطب دعوت شده» دستچین شده. کنسرت در تلویزیون ملی پخش شد. گروه کریستین راک کستینگ‌کرونز در آوریل ۲۰۰۷ در جشنواره هنرهای دوستانه بهاری پیونگ یانگ اجرا کرد.
فیلم به عنوان "قدرتمندترین رسانه برای آموزش توده‌ها شناخته می‌شود و نقشی اساسی در آموزش اجتماعی دارد. به گفته یک منبع کره شمالی، "فیلم‌های کودکان با هدف ایجاد نوع جدیدی از انسان، هماهنگ تکامل یافته و مجهز به دانش و ذهن سالم در بدن سالم، در شکل‌گیری نسل در حال رشد نقش دارند." یکی از تأثیرگذارترین فیلم‌ها، یک جونگ گیون به ایتو هیروبومی شلیک می‌کند، دربارهٔ قاتلی است که در سال ۱۹۰۹ ژنرال مقیم ژاپن را در کره کشت. یک وطن پرست شجاع به تصویر کشیده می‌شود، اما کسی که تلاش‌هایش برای آزادسازی کره ناامید شده است زیرا توده‌ها تحت "یک رهبر برجسته که یک اندیشه راهنمای درست و استراتژی و تاکتیک‌های علمی را بیان می‌کند" متحد نشده بودند. قصه‌های عامیانه‌ای از جمله "قصه چون هیانگ" دربارهٔ نجیب زاده‌ای که با دختری خدمتکار ازدواج می‌کند و "قصه در دال" نیز در قالب فیلم ساخته‌شده‌اند.
کیم جونگ ایل به سینما علاقه یا شاید حتی وسواس نشان داد. گفته می‌شود رهبر کره شمالی کتابخانه عظیمی از فیلم‌های غربی و آسیایی داشته است. در دهه ۱۹۸۰، او حتی دستور ربودن دو سازنده فیلم کره جنوبی را صادر کرد و آنها را مجبور به ساخت فیلم برای کشور کره شمالی کرد.

آنا بروینوفسکی، فیلمساز استرالیایی از طریق نیک بونر، فیلمساز بریتانیایی، که جلسات بین بروینوفسکی و فیلمسازان برجسته کره شمالی را برای کمک به بروینوفسکی در تولید هدف عالی در آفرینش!، به صنعت فیلم کره شمالی دسترسی پیدا کرد! یک پروژه سینمایی براساس کیم جونگ ایل. بروینوفسکی در ژوئیه ۲۰۱۳، قبل از نمایش فیلم در جشنواره بین‌المللی فیلم ملبورن، توضیح داد:
یکی از دوستان کیم جونگ ایل در مورد چگونگی ساخت «فیلم کامل سوسیالیستی»، سینما و کارگردانی (۱۹۸۷) را به من داد. من بلافاصله مجذوب قواعد فیلمسازی ضد ضروری او (حداقل برای یک غربی) می‌شدم؛ و من تعجب کردم: فیلمی از غربی‌ها که کاملاً به قوانین کیم جونگ ایل پایبند هستند، چگونه خواهدبود؟ آیا می‌تواند همان قدرت فیلم‌های کره شمالی را بر ۲۳ میلیون شهروند کیم جونگ ایل نسبت به مخاطبان غربی داشته باشد؟ . . . من می‌خواستم کره شمالی‌ها را در ذهن بینندگانی که دائماً توسط رسانه‌های جریان اصلی غربی در باره بمباران تصاویر کره شمالی به عنوان اتومات قربانی و شسته شده مغزی بمباران می‌شوند، انسانی کنم.
 نسخه ای از کارهای بروینوفسکی در پیونگ یانگ به نمایش درآمد، اما کارگردان معتقد است که نسخه مستند این فیلم به کشور اجازه ورود ندارد. یک تارنمای خبری کره‌ای است که مرتباً تبلیغاتی از جمله فیلم حمله ایالات متحده را که در سال ۲۰۱۳ منتشر شده منتشر می‌کند.

## هنرهای تجسمی
از لحاظ تاریخی، طراحی گرافیک در کره شمالی تحت تأثیر بلوک شرق و سنت کره‌ای بود. تمایل دارد از «پالت کره‌ای» از رنگ‌های روشن استفاده کند. در حدود سال ۲۰۰۵، طراحی دیجیتال جای گرافیک‌های دستی را گرفت و نفوذ غرب قوی‌تر شد.

## معماری و برنامه‌ریزی برای شهر
بارزترین و چشم گیرترین شکل بیان فرهنگی معاصر در کره شمالی، معماری و برنامه‌ریزی شهر است. پیونگ یانگ، که تقریباً به‌طور کامل توسط ایالات متحده در جریان جنگ کره تخریب شد، در سطح وسیعی بازسازی شده است. در طول دهه ۱۹۸۰ و ۱۹۹۰ بسیاری از ساختمان‌های جدید به منظور ارتقا وضعیت پایتخت پیونگ یانگ ساخته شده است. بناهای اصلی از نظر معماری به سه دسته تقسیم می‌شوند: بناهای تاریخی، ساختمان‌هایی که نقوش معماری کره‌ای سنتی و ساخت مدرن را با هم ترکیب می‌کنند و ساختمان‌های بلند مرتبه با طراحی مدرن. از نمونه‌های اول می‌توان به مجسمه چولیما اشاره کرد. یک مجسمه برنز به ارتفاع بیست متر از کیم ایل سونگ در مقابل موزه انقلاب کره (خود با ۲۴۰ هزار متر مربع، یکی از بزرگ‌ترین سازه‌های جهان)؛ طاق پیروزی (مشابه همتای پاریسی خود، اگرچه کاملاً ده متر بالاتر است)؛ و برج جوچه، به ارتفاع ۱۷۰ متر، به مناسبت هفتادمین سالگرد تولد کیم در سال ۱۹۸۲ ساخته شده است.
دسته دوم معماری از طرح‌های سنتی سقف کاشی کاری شده استفاده خاصی می‌کند و شامل کاخ فرهنگ مردم و خانه مطالعه افراد بزرگ، هر دو در پایتخت و سالن نمایشگاه بین‌المللی دوستی در میوهیانگ سان است. ساختمان اخیر هدایایی است که بزرگان خارجی به کیم ایل سونگ داده‌اند. با توجه به روابط نزدیک کره شمالی با چین و در طول سلسله چوسان، قابل توجه است که بزرگ‌ترین قسمت سالن اختصاص داده شده به هدایای چین.
دسته سوم معماری شامل مجتمع‌های بلند مرتبه آپارتمانی و هتل‌های پایتخت است. چشمگیرترین این ساختمان‌ها هتل ریوگیونگ است که از هم‌اکنون ناتمام مانده است (با ساخت و ساز متوقف شده از سال ۱۹۹۲- آوریل ۲۰۰۸). شکل مثلث آن به عنوان یکی از بلندترین هتل‌های جهان با ۱۰۵ طبقه توصیف شده است و در بالای مرکز شمال پیونگ یانگ قرار دارد. هتل کوریو ساختاری فوق نوین و برج دوقلو با ارتفاع چهل و پنج طبقه است.
ساخت و سازهای زیادی قبل از جشن هشتادمین سالگرد تولد کیم ایل سونگ رخ داده است، از جمله ساخت مجتمع‌های بزرگ آپارتمانی و بزرگراه اتحاد مجدد، جاده چهار خطه که پایتخت و منطقه غیرنظامی را از بین می‌برد. به گفته یک روزنامه‌نگار در بخش بررسی اقتصادی شرق دور، بزرگراه «یک مهندسی چشمگیر» است که «مسیر مستقیم کوه‌های کوهستانی را با ۲۱ تونل و ۲۳ پل در مسیر ۱۶۸ کیلومتری پایتخت را قطع می‌کند.» مانند بسیاری دیگر از پروژه‌های ساختمانی، ارتش نیروی کار را تأمین کرد. کره شمالی ابراز امیدواری کرده است که با پیوند مجدد نهایی، بزرگراه با ترافیک رفت و برگشت رو به رو شود.

## بازی‌های دسته‌جمعی
یکی از برجسته‌ترین جلوه‌های فرهنگ معاصر کره شمالی، برگزاری بازی‌های دسته‌جمعی (Mass Games) است. این مراسم، که به‌طور منظم در مناسبت‌های مهم ملی برگزار می‌شود، نمایانگر ترکیبی از حرکات ژیمناستیک، رقص‌های سنتی، سرودهای میهن‌پرستانه، و نمایش‌های همگام‌سازی‌شده با حضور هزاران شرکت‌کننده است.
این بازی‌ها اغلب در چارچوب جشن‌های رسمی و سالانه کشور اجرا می‌شوند و نقش مهمی در ترویج ایدئولوژی دولت دارند. مهم‌ترین مناسبت‌هایی که بازی‌های دسته‌جمعی در آن‌ها برگزار می‌شود، شامل روز خورشید (تولد کیم ایل سونگ در ۱۵ آوریل ۱۹۱۲) و سالروز تولد کیم جونگ ایل (۱۶ فوریه ۱۹۴۲) است. در این مراسم، شرکت‌کنندگان از میان دانش‌آموزان، دانشجویان و کارکنان سازمان‌های مختلف انتخاب شده و برای مدت طولانی تمرین می‌کنند.
نمایش‌ها معمولاً در استادیوم‌های بزرگ، به‌ویژه استادیوم می دی (Rungrado 1st of May Stadium) برگزار می‌شوند و با استفاده از تصاویر انسانی و حرکات هماهنگ‌شده، پیام‌هایی درباره وفاداری به رهبران، همبستگی ملی و خودکفایی کشور منتقل می‌کنند.

## جستارهای وابسته

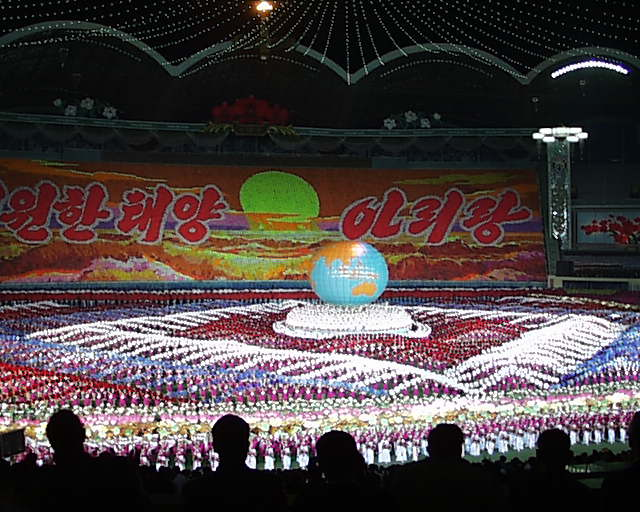
نمایش بازی‌های انبوه جشنواره آریرانگ در پیونگ یانگ.

## نگارخانه

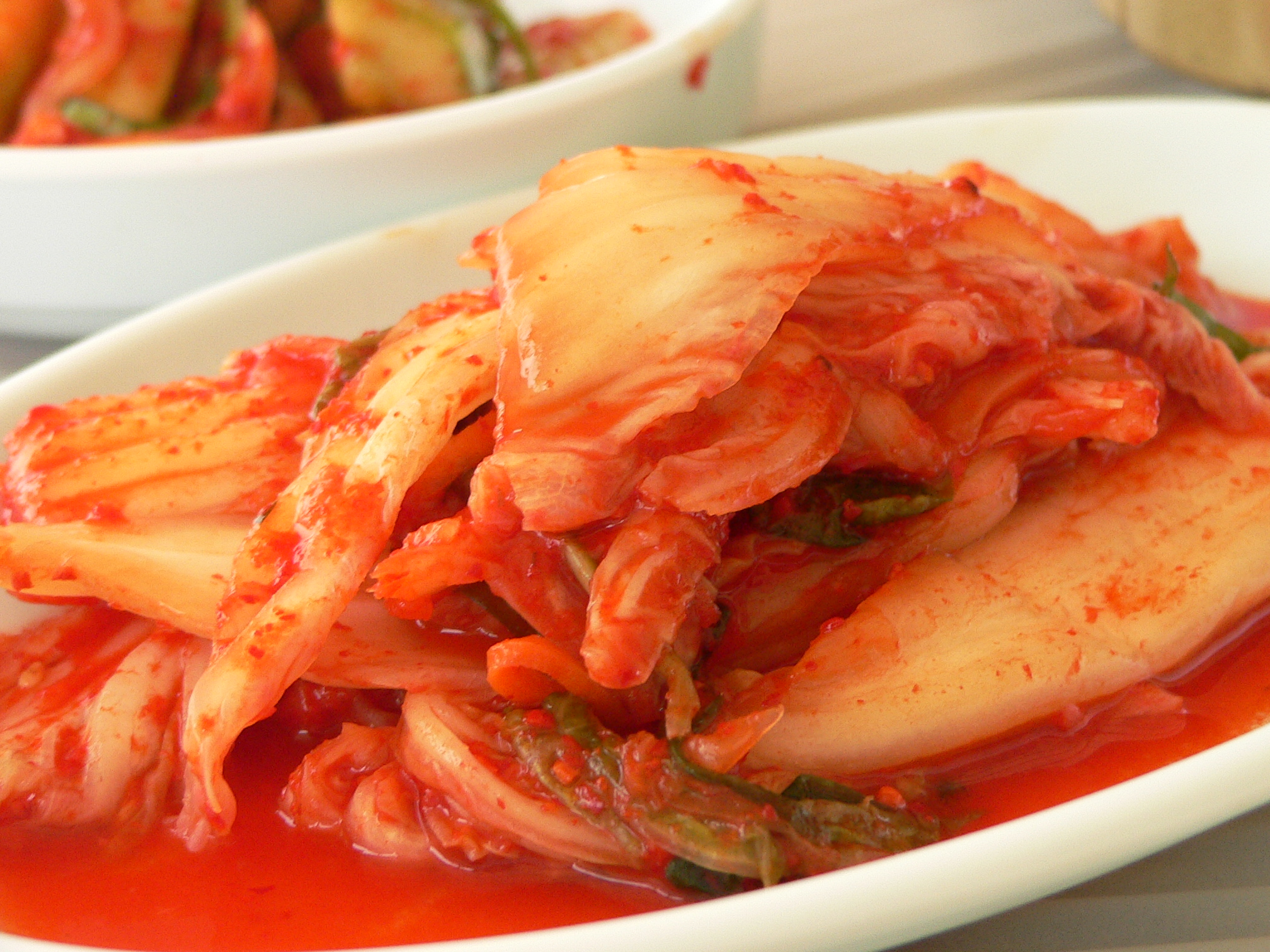
کیمچی
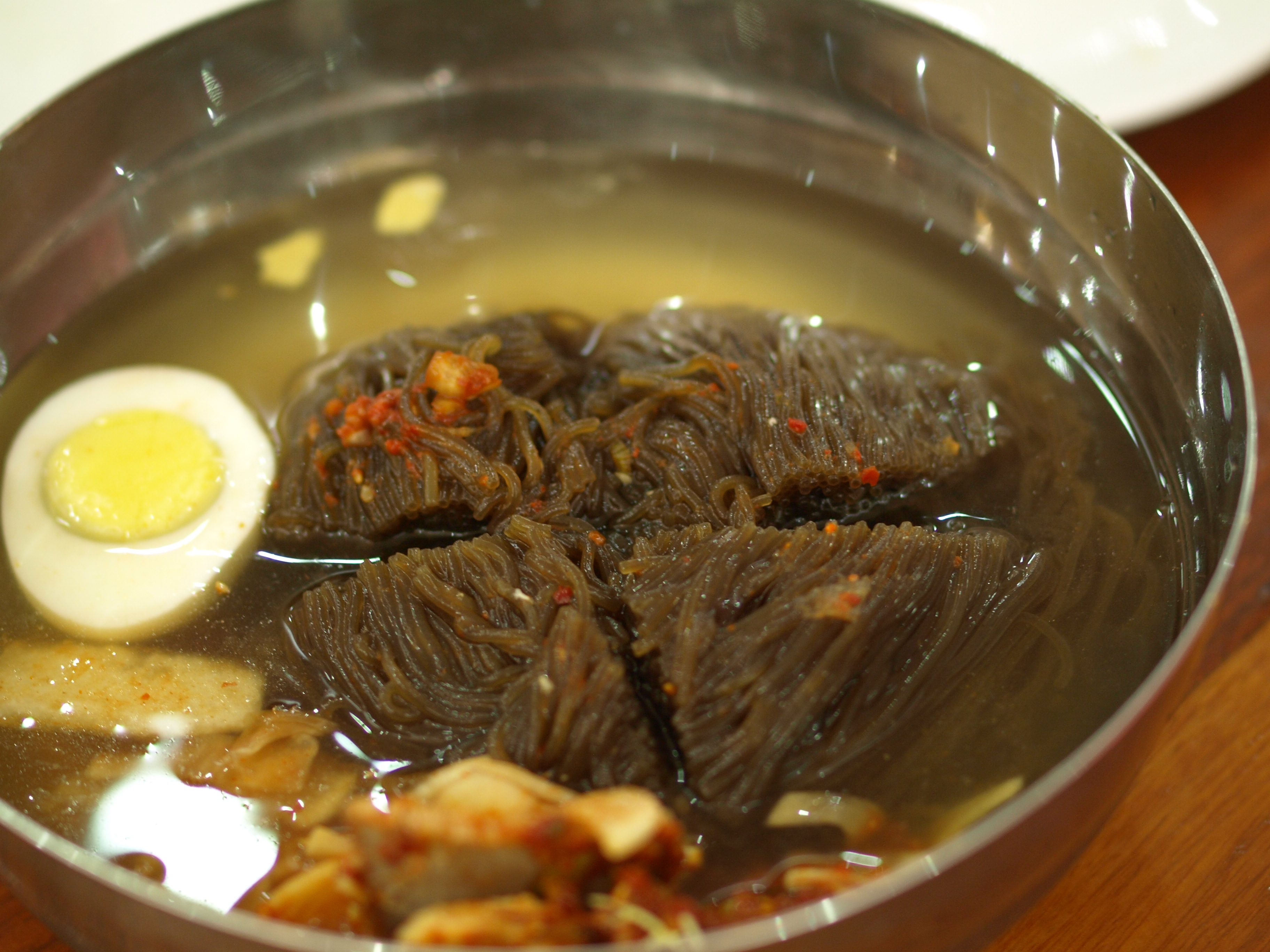
نئنگمیون
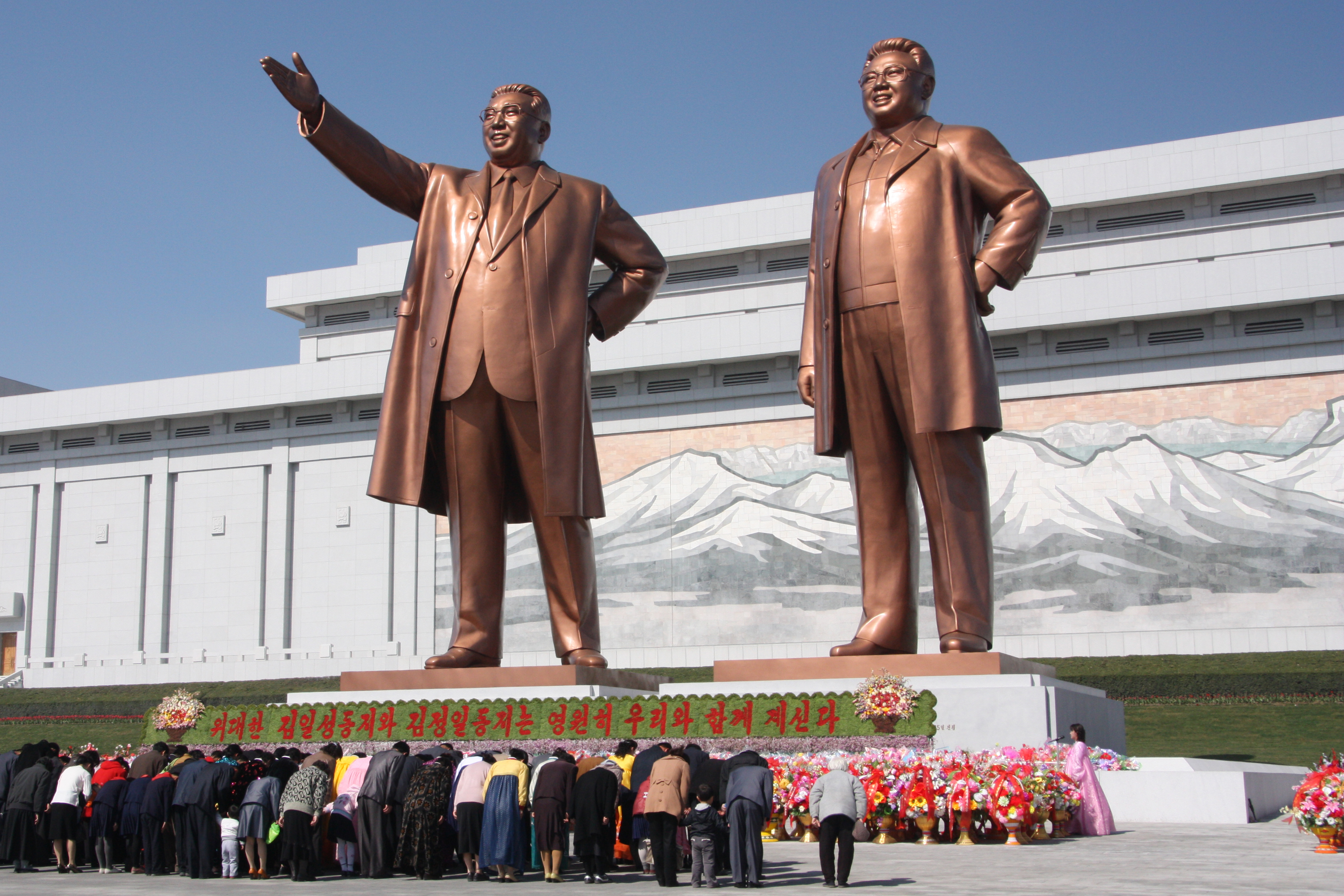
مجسمه‌های کیم ایل سونگ و کیم جونگ ایل ، در سال ۲۰۱۲.

## کتابخانه
- Om Hyang Sim (2017). Understanding Korea: Culture (PDF). Understanding Korea. 6. Translated by Mun Myong Song; Pak Hyo Song. Pyongyang: Foreign Languages Publishing House. ISBN 978-9946-0-1615-3. Archived from the original (PDF) on 2018-09-22. Retrieved 2017-08-06.
- Portal, Jane (2005). Art Under Control in North Korea. Reaktion Books. ISBN 978-1-86189-236-2.